# ナウカン人
ナウカン人（ナウカンじん、英：Naukan (またはNaukanski)）は、シベリアの先住民族。ユイット（シベリアユピック）の一派で、チュクチ自治管区に居住する。

## 概要
エスキモー・アレウト語族ユピック諸語の一つであるナウカン・ユピック語を話すが、多くのナウカン人は現在、ロシア語あるいはチュクチ語を話す。
ナウカン人は伝統的に海の哺乳類、主にクジラを狩っていた。クジラは住民の保護、幸運、繁栄と引き換えに、村から最も美しい女性を連れ去るという言い伝えがあった。
ナウカン人は2000年前からベーリング海沖に居住しており、かつてはラトマノフ島やデジニョフ岬に住んでいた。ユーラシア大陸最東端沿岸には、ナウカン人が伝統的に暮らすナウカン村があったが、1958年にソビエト連邦によって強制的に移住させられた。現在ナウカン村は廃墟になっており、ナウカン人は現在チュクチ自治管区ロリノに暮らしている。